# Michel Baron
Michel Baron, pseudonimo di Michel Boyron (Parigi, 8 ottobre 1653 – Parigi, 22 dicembre 1729), è stato un attore teatrale e drammaturgo francese, maestro indiscusso del palcoscenico nazionale, nonché il più importante attore tragico del suo tempo.

## Biografia

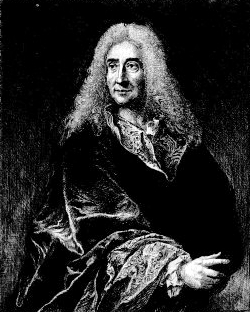
Michel Baron

I suoi genitori erano anch'essi attori teatrali: il padre André (1600-1655) cambiò il suo vero nome, Boyron, dopo che Luigi XIV di Francia lo ebbe inavvertitamente chiamato «le sieur Baron» e morì per una ferita al piede che si era procurato recitando con troppa foga il ruolo di Don Diego nel Cid; la madre Jeanne Ausolut (1625-1662), figlia d'arte, era molto apprezzata in parti che richiedevano travestimenti ed era stimata da Pierre Corneille.
Michel Baron rimase orfano in giovane età e si unì alla compagnia di attori bambini conosciuta come i Petits Comédiens du Dauphin, diretta ad Raisin, l'inventore della spinetta meccanica.
Fu notato da Molière, che lo accolse nella propria compagnia; il drammaturgo si occupò della sua educazione, e incominciò ad affidargli piccole parti, tra cui quella di Myrtil in Mélicerte (1666).
Subito dopo, il giovane, sembra per un litigio con la moglie di Molière, Armande Béjart, abbandonò il suo maestro e recitò per qualche anno in provincia.
Tornò nella compagnia di Molière nel 1670 per interpretare la parte di Domiziano in Tito e Berenice di Corneille e quella di Amore in Psyché.
Alla morte di Molière diventò membro della compagnia all'Hôtel de Bourgogne, dove accanto a Marie Champmeslé ebbe l'occasione di dimostrare le sue grandi doti di attore tragico, soprattutto nel repertorio raciniano. In questo genere, fino ad allora interpretato in uno stile pomposamente declamatorio, introdusse naturalezza e realismo, lavorando alla neonata Comédie-Française (1680).
Recitò in molti dei ruoli principali nelle tragedie di Racine, oltre a quelli in due delle sue commedie, L'Homme à bonnes fortunes (1686) e La Coquette et la fausse prude (1687). La prima risultò un pregevole affresco di un don Giovanni infatuato dei suoi trionfi: vizio questo, che pare avesse anche Baron,  che Lesage satireggiò, sotto il nome di Alonzo de la Ventoleria, nell'immortale Storia di Gil Blas di Santillana. Scrisse anche altre opere, come Les Enlèvements (1685) e Le Débauché (1689).
Si ritirò dalle scene nel 1691, dopo essere stato per più di un decennio la stella della Comédie-Française, e ne rimase lontano per trent'anni, dedicandosi in questo periodo a scrivere qualche commedia e ad apparire in qualche recita privata, ma nel 1720 tornò alla Comédie-Française, riprendendo parti del suo vecchio repertorio e mostrandosi pari alla propria fama. Accanto a lui recitava Adrienne Lecouvreur.
A causa di una malattia si ritirò definitivamente delle scene e così poté avere sepoltura in terreno consacrato.
Anche sua moglie, Charlotte de la Thorillière (1661-1730), recitò assieme a lui: abbandonò il teatro dopo essere rimasta vedova.
Furono attori pure il suo unico figlio Étienne-Michel Baron (1676-1711) e i tre figli di costui, un maschio e due femmine, tutti impegnati alla Comédie-Française.

## Opere
- Le Rendez-vous des Thuilleries ou le Coquet trompé, commedia rappresentata il 3 marzo 1685;
- Les Enlèvements, commedia rappresentata il 6 giugno 1685;
- L'Homme à bonne fortune, commedia rappresentata il 30 gennaio 1686;
- La Coquette et la Fausse Prude, commedia rappresentata il 28 dicembre 1686;
- Le Jaloux, commedia il 17 dicembre 1687;
- Les Fontanges maltraitées ou les Vapeurs, commedia rappresentata l'11 maggio 1689;
- La Répétition, commedia rappresentata il 10 giugno 1689;
- Le Débauché, commedia rappresentata l'8 dicembre 1689;
- L'Andrienne, commedia rappresentata il 16 novembre 1703;
- L'École des pères, commedia rappresentata il 3 gennaio 1705,
- Le Théâtre de Monsieur Baron: augmenté de deux pièces qui n'avoient point encore été imprimées, et de diverses poësies du même auteur, 2 volumi 1736;
- Œuvres choisies de Baron, avec des remarques, des notices et l'examen de chaque pièce, par MM. Charles Nodier et Pierre-Marie-Michel Lepeintre, 1824.